# Салман, Ахмед
Ахмед Ибрахим Салман (ивр. אחמד איברהים סלמאן‎, араб. احمد ابراهيم سلمان‎; 21 марта 2004, Иерусалим) — израильский футболист, нападающий клуба «Маккаби» Нетания.

## Биография

### Клубная карьера
Родился в арабской семье в Иерусалиме. Профессиональную карьеру начал в местном «Хапоэле». Дебютировал в чемпионате Израиля 30 августа 2021 года в матче 1-го тура против «Хапоэль» Ноф-ха-Галиль.
В январе 2023 года подписал контракт с «Маккаби» Нетания.

### Карьера в сборной
В 2022 году в составе сборной Израиля до 19 лет был участником юношеского чемпионата Европы, на котором Израиль впервые выиграл серебряные медали, уступив в финале сборной Англии. На турнире отметился голом в игре с Сербией. В 2023 году выступал на молодёжном чемпионате мира в Аргентине.

## Достижения
Сборная Израиля
- Финалист чемпионата Европы (до 19 лет): 2022